# Jimmy Rayl
James R. «Jimmy» Rayl (Kokomo, 21 de junio de 1941-Kokomo, 20 de enero de 2019) fue un jugador de baloncesto estadounidense que disputó dos temporadas en la ABA. Con 1,88 metros de estatura, jugaba en la posición de base.

## Trayectoria deportiva

### Universidad
Jugó durante tres temporadas con los Hoosiers de la Universidad de Indiana, en las que promedió 20,6 puntos y 2,6 rebotes por partido. En sus dos últimas temporadas fue incluido en el mejor quinteto de la Big Ten Conference, y también incluido en ambas en el tercer equipo All-American. Posee en la actualidad el récord histórico de los Hoosiers de más puntos en un partido, con 56, logrados en dos ocasiones, ante Michigan State y Minnesota respectivamente, además el récord de la Big Ten de mejor promedio de anotación en una temporada entre equipos de la conferencia, con 32,4 puntos por partido, logrados en 1962.

### Profesional
Fue elegido en la vigésimo tercera posición del Draft de la NBA de 1963 por Cincinnati Royals, pero no fue hasta 1967 cuando iniciaría su corta carrera profesional, fichando con los Indiana Pacers de la ABA, En su primera temporada fue uno de los fijos en el quinteto titular, acabando la misma promediando 12,0 puntos y 3,2 rebotes por partido.
Pero al año siguiente, cuando estaba promediando 8,9 puntos y 2,5 rebotes por partido, fue despedido, abandonando el baloncesto profesional.

## Estadísticas de su carrera en la ABA

### Temporada regular
| Temporada | Edad | Equipo         | Liga | P   | TIT | MIN  | TC  | TCA  | %TC  | 3P  | 3PA | %3P  | TL  | TLA | %TL  | R.OF. | R.DEF. | REB | ASIS | ROB | TAP | PER | FP  | PTS  |
| 1967-68   | 26   | Indiana Pacers | ABA  | 74  |     | 29.6 | 4.3 | 11.1 | .387 | 0.8 | 2.4 | .326 | 2.6 | 3.3 | .802 |       |        | 3.2 | 2.8  |     |     | 2.6 | 2.7 | 12.0 |
| 1968-69   | 27   | Indiana Pacers | ABA  | 27  |     | 21.0 | 2.7 | 7.5  | .356 | 1.3 | 3.4 | .370 | 2.3 | 2.5 | .897 | 0.9   | 1.6    | 2.5 | 2.3  |     |     | 1.9 | 3.0 | 8.9  |
| Total     |      |                | ABA  | 101 |     | 27.3 | 3.9 | 10.1 | .381 | 0.9 | 2.6 | .341 | 2.5 | 3.1 | .823 | 0.9   | 1.6    | 3.0 | 2.7  |     |     | 2.4 | 2.7 | 11.1 |

### Playoffs
| Temporada | Edad | Equipo         | Liga | P | MIN | TCA | TC | 3PA | 3P | TLA | TL | R.OF. | REB | ASIS | ROB | TAP | PER | FP | PTS | %TC  | %3P  | %FT  | MIN  | PTS  | REB | AST |
| 1967-68   | 26   | Indiana Pacers | ABA  | 3 | 118 | 15  | 42 | 4   | 14 | 5   | 7  |       | 10  | 14   |     |     | 9   | 14 | 39  | .357 | .286 | .714 | 39.3 | 13.0 | 3.3 | 4.7 |
| Total     |      |                | ABA  | 3 | 118 | 15  | 42 | 4   | 14 | 5   | 7  |       | 10  | 14   |     |     | 9   | 14 | 39  | .357 | .286 | .714 | 39.3 | 13.0 | 3.3 | 4.7 |